# Babie Doły (wąwóz)

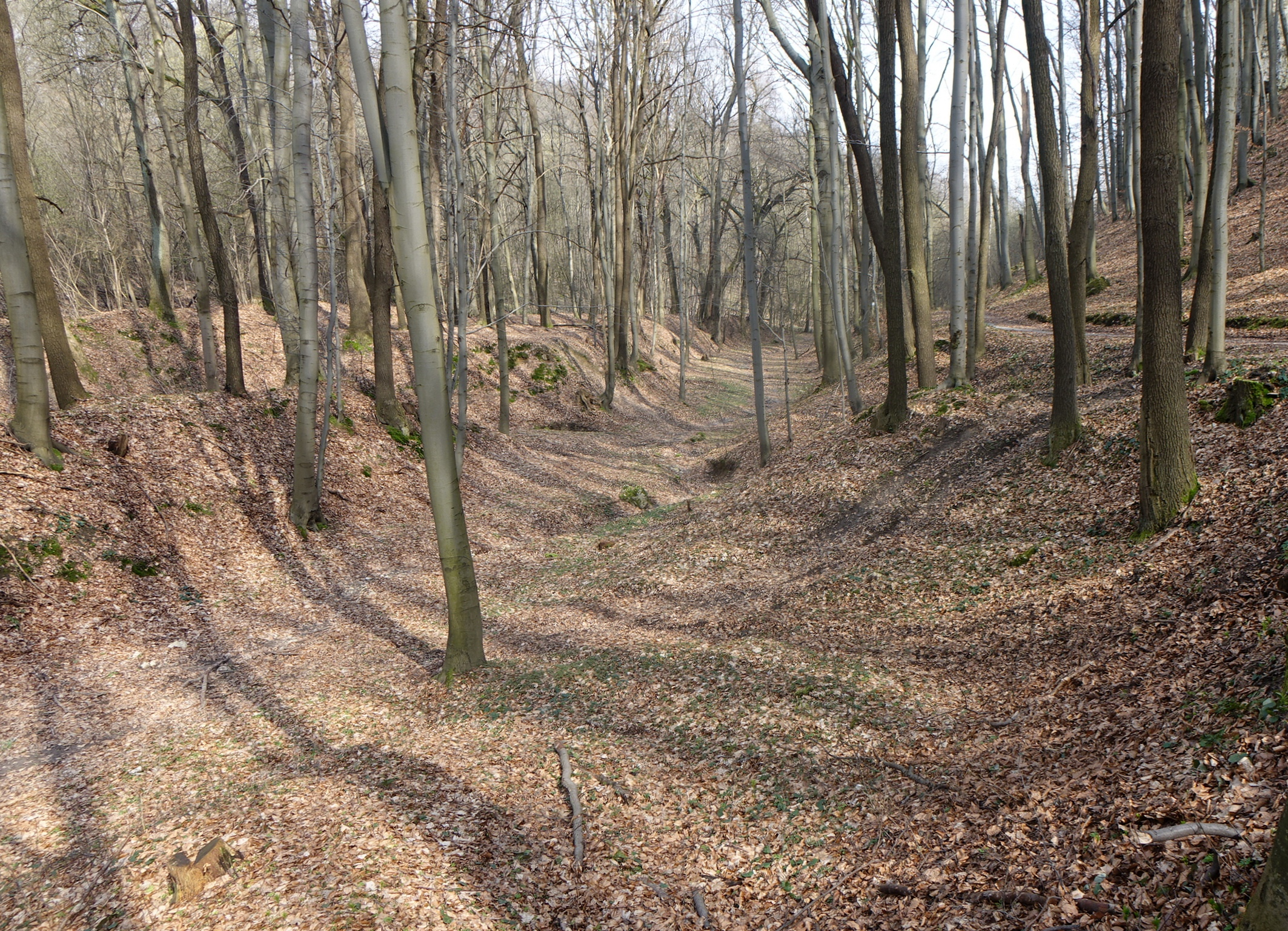
Górna część wąwozu Babie Doły

Babie Doły – wąwóz na Wyżynie Olkuskiej będący orograficznie prawym odgałęzieniem Doliny Prądnika. Znajduje się pomiędzy Dolinką za Piekarnią a wąwozem Sokolec. Administracyjnie należy do wsi Sułoszowa i Sąspów w województwie małopolskim w powiecie krakowskim (środkową częścią dna wąwozu biegnie granica między tymi miejscowościami).
Dno i obydwa zbocza wąwozu Babie Doły porośnięte są lasem. Dolna część prawych zboczy wąwozu znajduje się w obrębie Ojcowskiego Parku Narodowego. Znajduje się tu wapienna skała Kołowrocie. W górnej części wąwozu, poza Ojcowskim Parkiem Narodowym, są trzy skały, na których uprawiana jest wspinaczka skalna: Rzeszoto, Krosna i Snopek, oraz Kołodziejówka. W wapiennych skałach Babich Dołów jest kilka niewielkich schronisk: Schronisko w Kołowrociu, Schronisko Dwuotworowe w Babich Dołach, Szczelina w Babich Dołach, Schronisko Południowe przy Kołodziejówce i Schronisko Północne przy Kołodziejówce.